# HD 1461 c
HD 1461 c es un planeta extrasolar que orbita la estrella de tipo G HD 1461, localizado aproximadamente a 76 años luz, en la constelación de Cetus. La masa mínima de este planeta es entre 13,1 y 32,7 veces la de la Tierra, su semieje mayor es de 1,165 UA y una excentricidad de 0,74. Es probable que este planeta sea un gigante gaseoso, similar a Urano o Neptuno. Fue descubierto el 14 de diciembre de 2009 con el Telescopio Keck, usando el método de la velocidad radial.